# Fat Studies
Fat Studies bezeichnen ein Forschungsgebiet, in dem Übergewicht und der gesellschaftliche Umgang damit untersucht werden.

## Geschichte
Die Fat Studies haben sich aus dem Aktivismus für die Rechte dicker Menschen in der Fat-Pride-Bewegung und dem Size-Acceptance-Movement heraus entwickelt. Gegen Ende der 1960er bildeten sich in den Vereinigten Staaten Gruppen und Graswurzelbewegungen wie die National Association to Advance Fat Acceptance (NAAFA) und Fat Underground, eine Gruppe, die sich in den frühen 1979ern von der NAAFA abspaltete. Die Bewegung entstand somit im Kontext anderer emanzipatorischer und identitätspolitischer Bewegungen wie der amerikanischen Bürgerrechtsbewegung.
In den 1980er und 90er-Jahren forschten bereits einzelne Forscher wie Esther Rothblum oder Margaret Mackenzie von der Fat-Acceptance-Bewegung angeregt kritisch zu Fragen von Dicksein, die Fat Studies als eigenes Feld bildeten sich aber erst nach der Jahrtausendwende heraus. Marilyn Wann sieht in einer Konferenz am Columbia University Teachers College 2004 und einer dazugehörigen Kunstausstellung den entscheidenden Ausgangspunkt. In der Folge kam es zu einer stärkeren institutionellen Verankerung der Fat Studies vor allem an US-amerikanischen, australischen und britischen Universitäten. 2009 wurde der Fat Studies Reader von Esther Rothblum und Sondra Solovay herausgegeben, 2012 wurde das Journal Fat Studies gegründet. 2016 wurden an fünf US-amerikanischen Hochschulen Kurse zu Fat Studies angeboten. In Deutschland ist das Feld noch nicht im gleichen Maße gewachsen.

## Schwerpunkte
Fat Studies sind im weiteren Sinne den Cultural Studies zuzuordnen und vergleichbar mit Feldern wie Gender Studies oder Postcolonial Studies. Die Disziplin sieht sich in der Tradition der Critical Race Studies, Queer Studies und Women’s Studies. Ähnlich wie innerhalb der Queer Studies das Wort „queer“ neu konnotiert wurde (engl. „Reclamation“), versuchen die Fat Studies, die Bezeichnung „fat“ gegenüber euphemistischen Bezeichnungen einerseits und medizinischen, als pathologisierend empfundenen Bezeichnungen andererseits starkzumachen.
Die Fat Studies setzten sich interdisziplinär und kritisch mit gesellschaftlichen Einstellungen gegenüber Übergewicht und übergewichtigen Menschen auseinander und setzen sich für die Gleichberechtigung aller Menschen unabhängig von Aussehen oder Gewicht ein. Ein besonderer Fokus liegt dabei auf gewichtsbezogener Stigmatisierung, dem gesellschaftlichen Fokus auf Gesundheit und den Zusammenhang mit Sichtweisen auf Gewicht und gesellschaftliche Konstruktionen von Dicksein. Mit intersektionalem Anspruch analysieren Forscher innerhalb der Fat Studies Dicksein auch im Zusammenhang mit anderen sozialen Kategorien wie Geschlecht, Race, Klasse oder sexueller Orientierung.